# کیک چربی

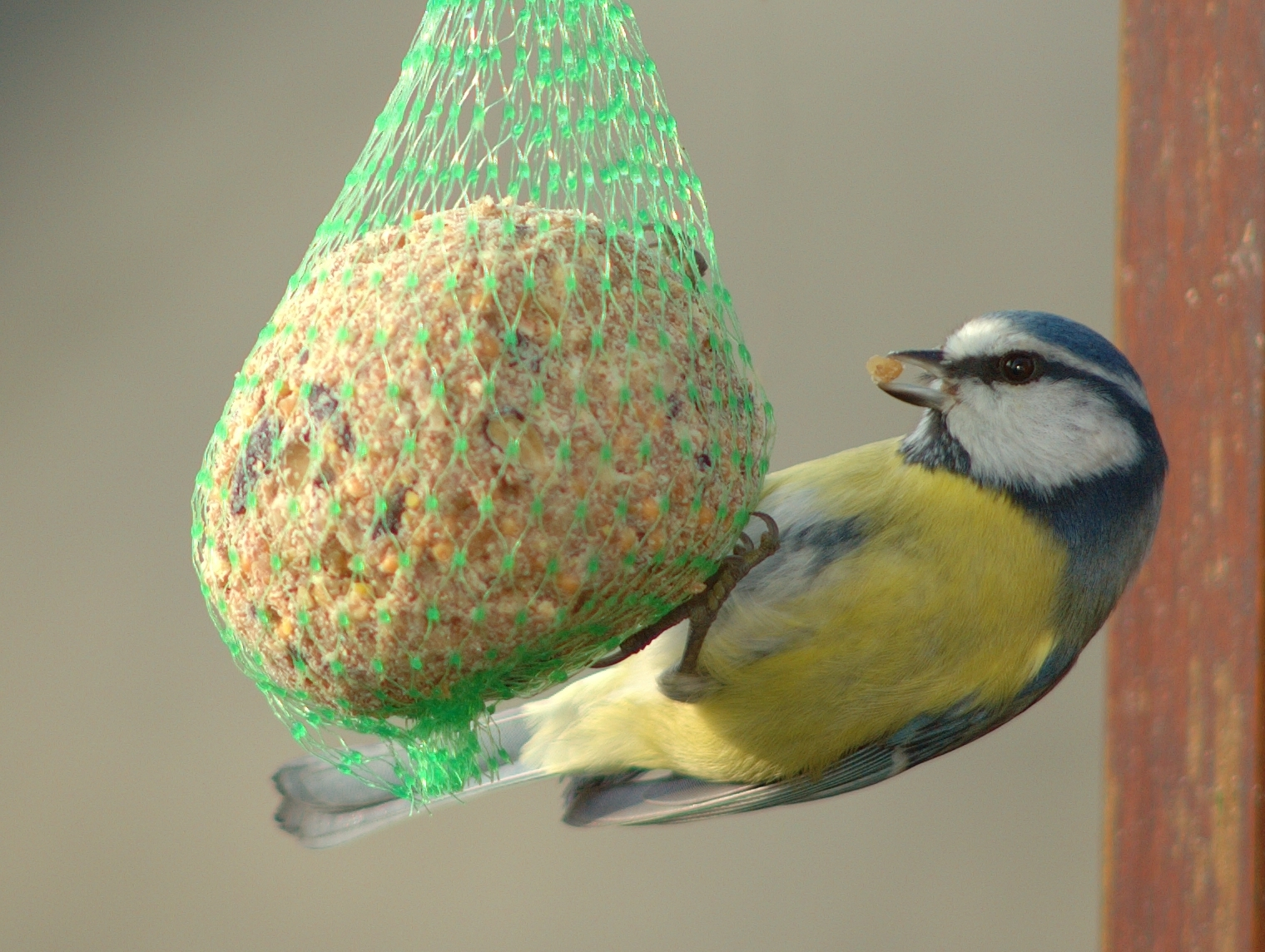
یک چرخ‌ریسک سرآبی که از یک کیک چربی تغذیه می‌کند.

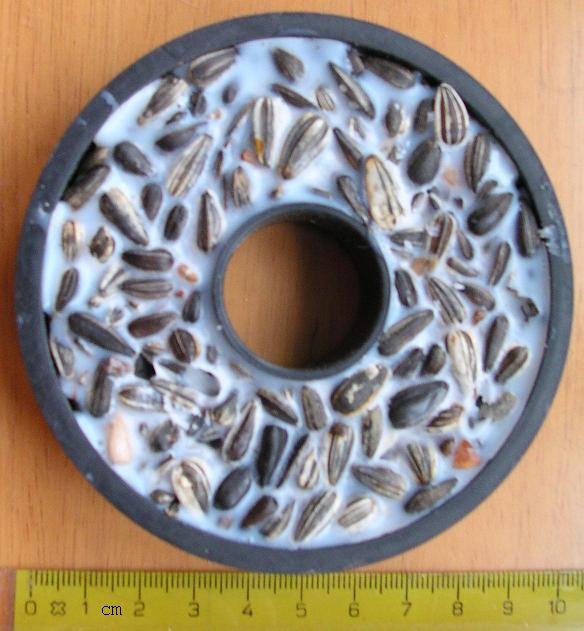
با افزودن چربی ذوب شده به مخلوطی از دانه‌ها، کیک حلقه‌ای شکل در قالب شکل می‌گیرد.

کیک چربی سفید (به انگلیسی: Suet cake) یا توپ چربی (به انگلیسی: Fat ball) مکمل‌های غذایی برای پرندگان وحشی هستند که در تغذیه پرندگان استفاده می‌شوند. آنها معمولاً از دانه‌های آفتابگردان و دانه‌های گندم یا جو دوسر مخلوط با چربی سفید، چربی گوشت خوک یا روغن نارگیل تشکیل شده‌اند. مخلوط‌های بیشتر ممکن است دارای آجیل، میوه‌ها، کرم‌های مفتولی و دیگر حشرات باشد.
در کنار توپ‌ها، که عمدتاً در اروپای شمالی و مرکزی رایج است، کیک‌های چربی ممکن است شکل‌های مختلفی مانند مستطیل، حلقه یا چرخی داشته باشند. توپ‌های چربی اغلب در یک توری پلاستیکی خوب فروخته می‌شوند که امکان آویزان کردن آنها را فراهم می‌کند، مانند روی شاخه‌ها یا در بوته‌ها. با این حال، تورها می‌توانند خطری برای گونه‌های دیگر مانند گوزن‌ها باشند که ممکن است توپ‌ها را پیدا کنند و آنها را کامل بخورند. دیگر شکل‌های کیک چربی را می‌توان در قفس‌های آویزان قرار داد.